# Leucanitis chinensis
Leucanitis chinensis är en fjärilsart som beskrevs av Alphéraky 1892. Leucanitis chinensis ingår i släktet Leucanitis och familjen nattflyn. Inga underarter finns listade i Catalogue of Life.